# Liquidity Services
Liquidity Services (NASDAQ: LQDT) est une entreprise de commerce électronique spécialisée dans les plateformes de marchés B2B. 
Liquidity Services opère les sites Liquidation.com , GovDeals.com , Network International, GoIndustry DoveBid, IronDirect, Machinio et Secondipity.com . 

## Histoire
Liquidity Services a été co-fondé par William P. Angrick III, Jaime Mateus-Tique et Ben Brown en 1999. L'entreprise opérait initialement sous la marque Liquidation.com et était une plateforme de mise en relation de vendeurs et acheteurs professionnels.  Elle permettait ainsi aux détaillants de revendre leurs produits invendus et les stocks excédentaires  et aux acheteurs d'accéder à des lots en vrac de surplus de marchandises.  En juin 2000, Liquidity Services a reçu un financement en capital-risque de 11,2 millions de dollars d’Europ@web.  La même année, la société a acquis SurplusBid.com, un sous-traitant département de la Défense des États-Unis.    